# Paul Wegener
Paul Wegener (11 de desembre de 1874 - 13 de setembre de 1948) va ser un actor, escriptor i director de cinema alemany conegut pel seu paper pioner en el cinema expressionista alemany.

## Carrera d'actuació
Als 20 anys, Wegener va decidir acabar els seus estudis de dret i concentrar-se en la interpretació, recorrent les províncies abans d'unir-se a la companyia d'actuació de Max Reinhardt el 1906. El 1912, es va dirigir al nou mitjà. de pel·lícules i va aparèixer a la versió de 1913 de Der Student von Prag. Va ser mentre feia aquesta pel·lícula que va escoltar per primera vegada l'antiga llegenda jueva del Golem i va procedir a adaptar la història al cinema, codirigint i coescrivint el guió amb Henrik Galeen. La seva primera versió del conte Die Golem (1915, ara perduda) va ser un èxit i va establir fermament la reputació de Wegener. El 1917, va fer una paròdia de la història anomenada Der Golem und die Tänzerin, però va ser la seva reelaboració del conte, Der Golem, wie er in die Welt kam (1920) que s'erigeix com un dels clàssics del cinema alemany i va ajudar a consolidar el lloc de Wegener en la història del cinema.
Una altra de les seves primeres pel·lícules va ser Der Yoghi (1916), en la qual va interpretar el paper d'un iogui i jove inventor, i que li va donar l'oportunitat d'acomodar tres dels seus interessos, la fotografia de trucs (va ser una de les primeres pel·lícules que va incloure la invisibilitat), el sobrenatural i el misticisme oriental.
El 1926, va aparèixer a la seva única pel·lícula de Hollywood, Rex IngramThe Magician, en la qual va interpretar l'Aleister Crowleyesc Oliver Haddo, en una adaptació de la història de Somerset Maugham, seguida de Ramper, der Tiermensch el 1927. El 1928, va protagonitzar al costat de Brigitte Helm en l'adaptació del seu antic col·laborador Henrik Galeen a Alraune de Hanns Heinz Ewers interpretant el professor ten Brinken (unam ena de doctor Frankenstein)
El 1932, Wegener va fer el seu debut sonor en la comèdia negra/pel·lícula de terror de Richard Oswald Unheimliche Geschichten, en la qual ell sautoparodiava així com de tot el gènere de pel·lícules expressionistes.

### La vida sota el règim nazi

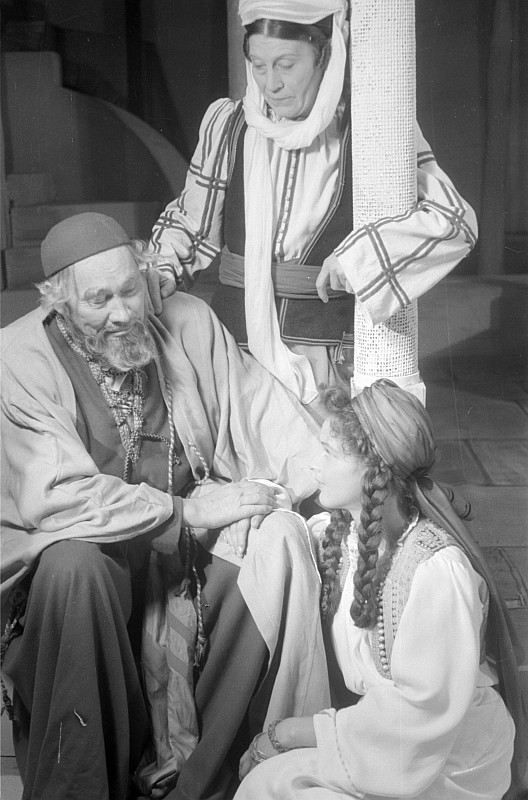
actua com a Nathan el savi amb Gerda Müller (dempeus)) i Agathe Poschmann a Berlín

Quan el 1933 el Nazis va tenir protagonisme polític, les companyies de teatre es van dissoldre i molts dels actors i directors van ser detinguts, perseguits o exiliats. No obstant això, Wegener es va convertir en un actor de l'estat i va aparèixer a pel·lícules de propaganda nazi com ara Mein Leben für Irland el 1941 i Kolberg, una pel·lícula èpica de propaganda de 1944–45 sobre les Guerres napoleòniques. Quan va acabar la guerra, Wegener va ser un dels primers a reconstruir la vida cultural a Berlín. Va aparèixer en el paper principal en una producció de "Nathan der Weise" de Lessing al Deutsches Theatre a Berlín el setembre de 1945. Malgrat la mala salut, es va convertir en president d'una organització per millorar els estàndards dels seus habitants.

## Vida personal
Es va casar sis vegades, la tercera i sisena amb l'actriu Lyda Salmonova (la seva coprotagonista en diverses ocasions), que es va convertir en la seva vídua. La seva quarta dona va ser Greta Schröder (abans casada amb el ballarí Ernst Matray), que havia interpretat el paper femení en la pel·lícula de F.W. Murnau Nosferatu (1922). El geògraf Alfred Wegener era el seu cosí i el físic el Prof. Peter P. Wegener era el seu fill.

## Carrera final i mort
L'última pel·lícula de Wegener va ser Der Grosse Mandarin (1948). El juliol de 1948 va repetir el seu antic paper de Nathan der Weise al Deutschen Theatre, però en la primera escena es va ensorrar i el teló va ser abatut. Dos mesos més tard, el 13 de setembre de 1948, va morir dormint.

## Filmografia
- 1913: Der Verführte – direcció: Max Obal
- 1913: Der Student von Prag – direcció: Stellan Rye/Paul Wegener
- 1913: Evinrude
- 1914: Der Golem – direcció: Henrik Galeen
- 1916: Der Yoghi – direcció: Paul Wegener
- 1916: Rübezahls Hochzeit – direcció: Paul Wegener
- 1917: Der Golem und die Tänzerin – direcció: Paul Wegener
- 1917: Hans Trutz im Schlaraffenland – direcció: Paul Wegener
- 1918: Der Rattenfänger – direcció: Paul Wegener
- 1918: Der fremde Fürst – direcció: Paul Wegener
- 1918: Apocalypse – direcció: Rochus Gliese
- 1919: Der Galeerensträfling – direcció: Rochus Gliese
- 1920: Nachtgestalten
- 1920: Steuermann Holk
- 1920: Sumurun – direcció: Ernst Lubitsch
- 1920: Der Golem, wie er in die Welt kam – direcció: Carl Boese i Paul Wegener
- 1921: Der verlorene Schatten – direcció: Paul Wegener
- 1921: Die Geliebte Roswolskys
- 1921: Das Weib des Pharao
- 1922: Herzog Ferrantes Ende – direcció: Paul Wegener
- 1922: Vanina – direcció: Arthur von Gerlach
- 1922: Lucrezia Borgia – direcció: Richard Oswald
- 1922: Monna Vanna
- 1923: S.O.S. Die Insel der Tränen
- 1925: Lebende Buddhas – direcció: Paul Wegener
- 1926: Dagfin – direcció: Joe May
- 1926: Der Magier – direcció: Rex Ingram
- 1927: Die Weber – direcció: Friedrich Zelnik
- 1927: Svengali – direcció: Gennaro Righelli
- 1927: Arme kleine Sif
- 1927: Alraune – direcció: Henrik Galeen
- 1927: Die Welt ohne Waffen – direcció: Gernot Bock-Stieber
- 1927: Ramper, der Tiermensch – direcció: Max Reichmann
- 1930: Fundvogel
- 1932: Unheimliche Geschichten – direcció: Richard Oswald
- 1932: Marschall Vorwärts – direcció: Heinz Paul
- 1933: Hans Westmar – direcció: Franz Wenzler
- 1933: Inge und die Millionen – direcció: Erich Engel
- 1934: Die Freundin eines großen Mannes – direcció: Paul Wegener
- 1934: Ein Mann will nach Deutschland – direcció: Paul Wegener
- 1935: … nur ein Komödiant – direcció: Erich Engel
- 1936: Moskau – Shanghai – direcció: Paul Wegener
- 1936: August der Starke – direcció: Paul Wegener
- 1936: Die Stunde der Versuchung – direcció: Paul Wegener
- 1937: Krach und Glück um Künnemann – direcció: Paul Wegener
- 1937: Unter Ausschluß der Öffentlichkeit – direcció: Paul Wegener
- 1939: Das unsterbliche Herz – direcció: Veit Harlan
- 1940: Das Mädchen von Fanö – direcció: Hans Schweikart
- 1941: Mein Leben für Irland – direcció: Max W. Kimmich
- 1942: Der große König – direcció: Veit Harlan
- 1942: Hochzeit auf Bärenhof – direcció: Carl Froelich
- 1942: Diesel – direcció: Gerhard Lamprecht
- 1943: Wenn die Sonne wieder scheint – direcció: Boleslaw Barlog
- 1945: Der Fall Molander – direcció: Georg Wilhelm Pabst
- 1945: Kolberg – direcció: Veit Harlan
- 1948: Der große Mandarin – direcció: Karl-Heinz Stroux